# Томиці (Познанський повіт)
Томиці (пол. Tomice) — село в Польщі, у гміні Стеншев Познанського повіту Великопольського воєводства.
Населення — 102 особи (2011).
У 1975-1998 роках село належало до Познанського воєводства.

## Демографія
Демографічна структура станом на 31 березня 2011 року:
|          | Загалом | Допрацездатний вік | Працездатний вік | Постпрацездатний вік |
| -------- | ------- | ------------------ | ---------------- | -------------------- |
| Чоловіки | 52      | 11                 | 35               | 6                    |
| Жінки    | 50      | 11                 | 27               | 12                   |
| Разом    | 102     | 22                 | 62               | 18                   |